# Biferno
Biferno je 84 kilometra dugačka rijeka u talijanskoj regiji Molise koja se nalazi na jugu Italije. Izvor ove rijeke je u općini Bojano (Pietrecadute). Rijeka prolazi kroz nekoliko mjesta u pokrajini Campobasso, a na kraju se ulijeva u Jadransko more. U ovu rijeku pritječu mnogi potoci koji se spuštaju s planina Matese. Na jednom dijelu rijeke napravljeno je umjetno jezero Guardialfiera (Liscione).

## Vanjske poveznice
|  | Zajednički poslužitelj ima još gradiva o temi Biferno |